# Anastasia martire
Anastasia, conosciuta anche come santa Anastasìa romana la maggiore o santa Anastasìa osiomartire (Roma, 220 circa – Roma, 250 circa), fu una martire cristiana, venerata dalle Chiese ortodosse.

## Agiografia
Questa santa non deve essere confusa né con l'omonima santa martire del III secolo, nata anch'essa a Roma e nota come Anastasia di Sirmio, né con l'omonima santa romana del I secolo, martire insieme a santa Basilissa. Questa santa è detta "osiomartire", cioè monaca martire.
Secondo la tradizione, Anastasìa, vissuta sotto gli imperatori Decio e Valeriano, di nobile famiglia e molto bella, si rinchiuse volontariamente all'età di 20 anni circa in un monastero retto da una monaca di nome Sofia. Denunciata dai propri parenti, fu processata dal prefetto Probo il quale la sottopose a innumerevoli torture prima di farla decapitare. Subì la stessa pena un cristiano di nome Cirillo, reo di aver offerto ad Anastasia un bicchiere d'acqua.

## Culto
Le Chiese orientali la commemorano il 29 ottobre.
Pur essendo una santa molto nota, il suo culto non è mai stato riconosciuto dalla Chiesa cattolica e pertanto il suo nome non è compreso nel Martirologio Romano.
È patrona di Santa Severina (Crotone), dove le è intitolata l'antica cattedrale, nella quale è custodita la reliquia di un suo braccio ed una statua d'argento, che è portata in processione ogni anno il giorno della sua festa, il 29 ottobre.
È compatrona (assieme alla Beata Maria Vergine di Caopocolonna) della Arcidiocesi di Crotone-Santa Severina, oltreché compatrona (assieme a San Vincenzo martire) del comune di Grottolella (AV), ove è venerata nella prima domenica di agosto.